# Gabriel Ruggieri
Gabriel Hernán Cella Ruggieri (Rosario, 8 ottobre 1974) è un ex calciatore argentino, di ruolo attaccante.

## Carriera
Inizia la sua carriera professionistica nel Central Córdoba (R), con cui dal 1996 al 1997 gioca nella seconda divisione argentina; sempre nel 1997 gioca anche una partita in prima divisione con la maglia dell'Independiente. Dopo una breve parentesi ai cileni del Dep. Concepción, con cui gioca 3 partite (di cui una da titolare) nella prima divisione locale, torna in patria al Central Córdoba (R), con cui gioca in massima serie fino al 1999. Sempre nel 1999 passa all'All Boys, con cui realizza 3 reti in 11 presenze nella seconda divisione argentina, categoria nella quale successivamente segna ancora 2 gol in altre 11 presenze con la maglia del Cipolletti. Nel 2001 si trasferisce in Italia alla Viterbese, con la cui maglia nella seconda parte della stagione 2000-2001 realizza una rete in 2 presenze nel campionato di Serie C1.
Nel 2002 torna in patria, al Chacarita Juniors, in prima divisione; rimane in squadra fino al 2003, segnando in totale 4 reti in 18 presenze; sempre nel 2003 gioca per un breve periodo al Central Cordoba in terza divisione. Va poi a giocare nella prima divisione boliviana al San José, con cui segna una tripletta all'esordio e conclude la stagione con 5 gol totali in 11 presenze in campionato. Sempre nel 2004 gioca per brevi periodi nel Guillermo Brown (nelle serie minori argentine) e nella Juventud Antoniana, squadra della seconda divisione argentina. Tra il 2005 ed il 2006 veste poi la maglia del Barracas Central, nella quarta divisione argentina. Nel 2007 milita poi nell'Arco Iris (terza serie argentina) prima di trasferirsi all'Independiente de Neuquén, con cui gioca fino al 2008, in seconda serie.